# Dietlind Konold
Dietlind(e) Konold (* 1946 in Hamm) ist eine deutsche freischaffende Bühnen- und Kostümbildnerin.

## Biografie
Dietlind Konold studierte an der Hochschule für bildende Künste Hamburg Bühnen- und Kostümbild bei Wilfried Minks.
Von Anfang an arbeitete sie mit namhaften Regisseurinnen und Regisseuren wie Jürgen Flimm, Dieter Giesing, Andrea Breth, Wilfried Minks und José Luis Gómez zusammen. Eine langjährige Zusammenarbeit verbindet sie mit Kerstin Maria Pöhler, Bruno Klimek, Mascha Poerzgen, Joaquin Hinojosa, Carlos Aladro, Ralph Bridle und Aron Stiehl.
Stationen ihrer Tätigkeit waren und sind die Schauspiel- und Opernhäuser u. a. in Hamburg, Madrid, Bremen, Köln, Frankfurt, Darmstadt, Mannheim, Zürich, Kassel, Wien, Innsbruck, Kaiserslautern, Würzburg, Braunschweig, Weimar, Dessau, Magdeburg, Ingolstadt, Gießen, Nürnberg, Krefeld-Mönchengladbach, Chemnitz, Augsburg und Barcelona.
Dietlind Konold ist mit dem Komponisten Manfred Trojahn verheiratet. Ihr Bruder war der Musikwissenschaftler, Dramaturg und Intendant Wulf Konold.

## Produktionen
siehe Weblinks